# Dominique Verté
Dominique Verté (Beernem, 15 juli 1958) is een Belgisch professor en bestuurder.

## Levensloop
Hij behaalde een graduaat in psychiatrische verpleegkunde en een licentiaat & doctoraat in de medisch-sociale wetenschappen, richting sociale gerontologie. In deze specialisatie is hij professor aan de VUB-opleiding Agogische Wetenschappen binnen het departement educatiewetenschappen. Daarnaast is hij expert voor zowel de Vlaamse als de Brusselse overheden in deze materie.
In 2006 volgde hij Johan Soenen op als voorzitter van het Vermeylenfonds, zelf werd hij op 17 maart 2012 opgevolgd door Dany Vandenbossche in deze functie. Onder het voorzitterschap van Verté werd een structurele versterking van de afdelingen gerealiseerd.